# Jonathan Samet
Jonathan Michael Samet (* 26. März 1946) ist ein Professor für Epidemiologie an der Johns-Hopkins-Universität und gilt als führender Experte für Gesundheitsgefahren als Folge des Tabakrauchens und des Passivrauchens.
Samet schloss 1966 in Harvard ein Studium der Chemie und Physik ab und 1970 als Doktor der Medizin ein Studium an der University of Rochester. Es folgte 1970/1971 eine Tätigkeit als Arzt an der Klinik der University of Kentucky in Lexington (Kentucky). 1971 bis 1973 diente er bei der United States Army als Anästhesist in Balboa in der Panamakanalzone. Von 1973 bis 1975 praktizierte er dann am UNM Affiliated Hospital in Albuquerque. 1975 bis 1978 war Jonathan Samet Fellow für Epidemiologie an der Harvard Medical School, wobei er 1977 dort den akademischen Grad eines Master of Science erreichte. 1978 bis 1994 war Samet dann Assistenz-Professor und Professor an der University of New Mexico (UNM), seit 1994 ist er Professor und Leiter der Abteilung für Epidemiologie an der Johns-Hopkins-Universität.
1989 bis 1994 war er Mitherausgeber der American Review of Respiratory Disease, seit 1992 ist Samet Herausgeber des American Journal of Epidemiology und seit 1994 der Epidemiologic Reviews. Er leitete 1989 bis 1990 die Abfassung eines Reports über die gesundheitlichen Vorteile eines Verbotes von Tabakwaren für den Surgeon General of the United States.
2004 erhielt Samet den Prinz-Mahidol-Preis.